# دونالد يوجين أوبراين
دونالد يوجين أوبراين (بالإنجليزية: Donald Eugene O'Brien)‏ هو محامي وقاضي أمريكي، ولد في 30 سبتمبر 1923 في ماركوس في الولايات المتحدة، وتوفي في 18 أغسطس 2015 في سيوكس سيتي في الولايات المتحدة.